# Nước ngọt từ mầm lúa mạch Malta

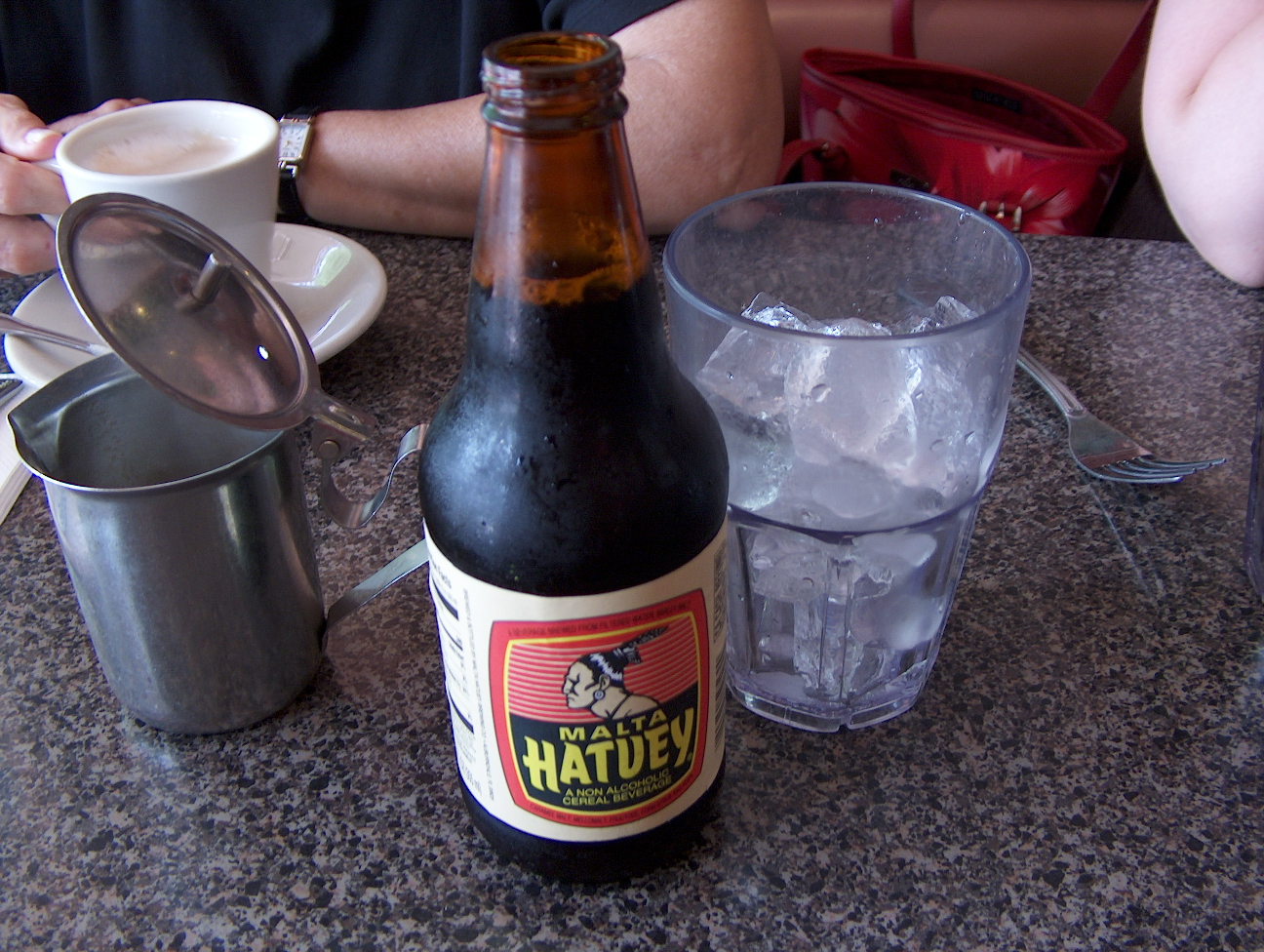
Chai bia Malta

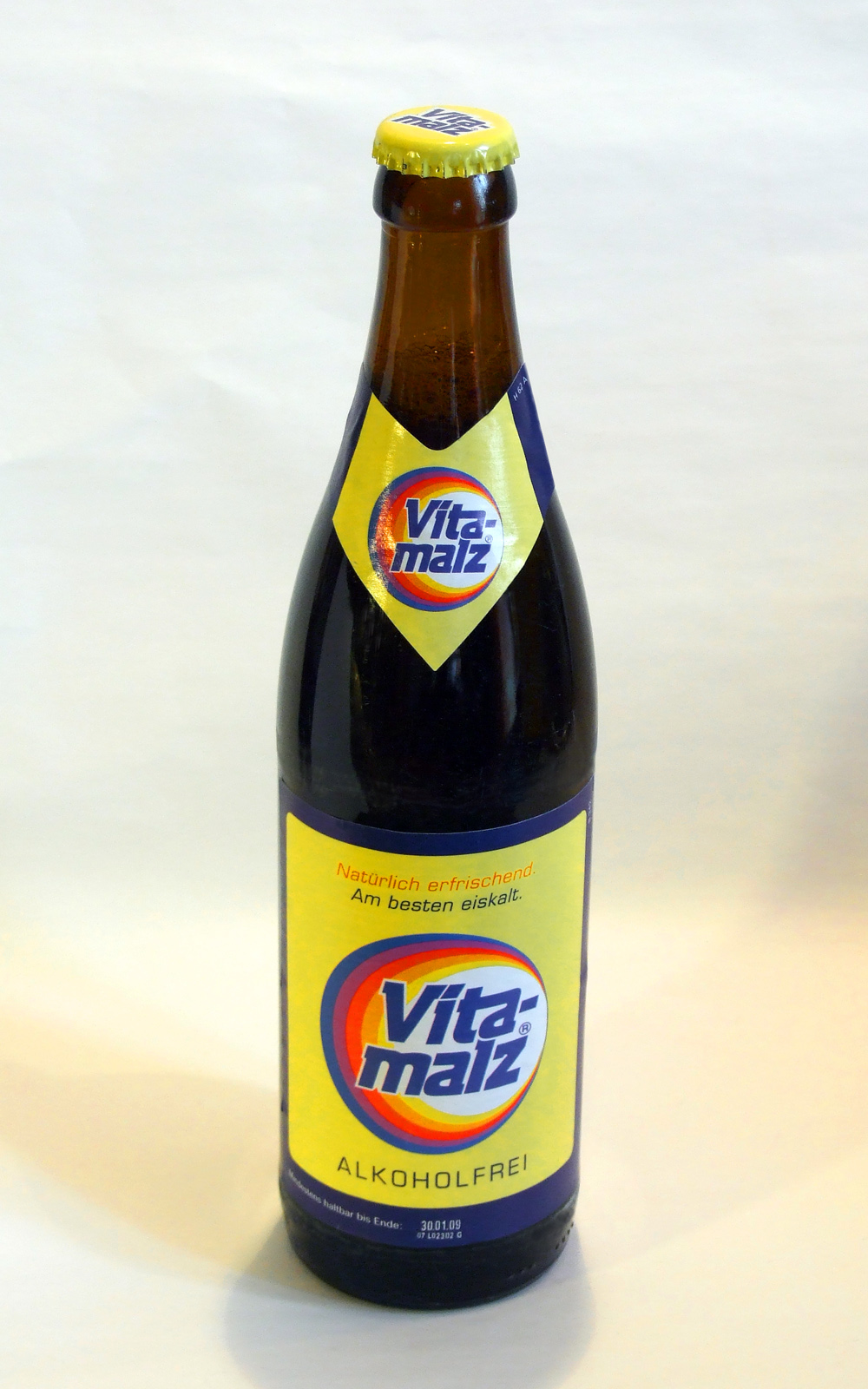

Malta (còn gọi là bia non, bia cho trẻ em, bia mạch nha hoặc soda đại mạch)  là một loại nước giải khát có ga. Bia mạch nha là một thức uống đại mạch có ga, có nghĩa là nó được ủ từ mầm đại mạch, hoa bia, và nước, rất giống bia. Ngô và màu caramel cũng có thể được thêm vào. Tuy nhiên, bia mạch nha không chứa cồn, và được uống như soda hoặc nước ngọt có ga.
Nói cách khác, bia mạch nha là loại bia không được lên men. Màu sắc của nó tương tự như màu bia đen (màu nâu sẫm) nhưng rất ngọt, thường được ví như hương vị của mật đường. Không giống như uống bia, người ta thường uống bia mạch nha kèm với đá. Một cách phổ biến ở Mỹ Latinh khi uống Malta là trộn nó với sữa đặc.
Ngày nay, hầu hết bia mạch nha được nấu trong khu vực biển Caribe và có thể được mua tại các khu vực có dân số đáng kể khu vực biển Caribe. Bên cạnh những hòn đảo vùng Caribbean, bia mạch nha cũng rất phổ biến tại các khu vực ven biển vùng Caribbean như Panama, Colombia, và Venezuela và các nước có chung bờ biển Caribbean. Bia mạch nha được ủ trên toàn thế giới, và được phổ biến ở nhiều nơi nữa của châu Phi như Nigeria, Chad, Ghana, Cameroon, và ở Ấn Độ Dương. Thức uống này cũng phổ biến ở một số vùng của châu Âu, đặc biệt là ở Đức.
Bia mạch nha có nguồn gốc từ Đức như Malzbier, một dòng bia đen malty có quá trình lên men bị gián đoạn ở khoảng 2% ABV, để lại khá nhiều đường trong bia thành phẩm. Tính đến năm 1950, bia mạch nha được coi là một thực phẩm củng cố dưỡng chất cho những bà mẹ đang cho con bú, bệnh nhân đang hồi phục, người già. Bia mạch nha dưới hình thức ban đầu của nó cuối cùng đã được thay thế trong những năm 1960 bằng hình thức hiện đại, làm từ nước, xi-rô đường glucose, chiết xuất mầm đại mạch và chiết xuất hoa bia, đã được bán trên thị trường kể từ nửa sau của thế kỷ 19, đặc biệt là ở Đan Mạch. Đồ uống có công thức như vậy được gọi là Malztrunk ("nước uống mạch nha") theo luật pháp Đức, vì chúng là không lên men. Trong ngôn ngữ giao tiếp, Malzbier đã vẫn được giữ lại, cùng với biệt danh khác như Kinderbier ("bia của trẻ em"). Một số bia mạch nha bản địa vẫn còn có thể được hưởng tại Đức, đặc biệt là tại vùng Cologne, nơi các nhà máy bia Malzmühle và Sion luôn bán bia mạch nha cùng với thức uống Kölsch truyền thống của họ. Nhiều nhà máy bia Đức vẫn sản xuất bia mạch nha trong dòng sản phẩm của mình, ví dụ Karamalz.
Bia mạch nha cũng có khi được gọi là "rượu sâm banh cola" dưới một số thương hiệu. Tuy nhiên, có một loại riêng biệt của thức uống với tên này, nó có một hương vị và nhất quán giống như soda kem. Mặc dù tên với gọi này, thức uống này không phải là rượu sâm banh hay cola.
Do màu sắc đặc biệt của nó, bia mạch nha đôi khi được gọi là bia ủ đen.
Malta chứa nhiều Vitamin nhóm B  Một số nhà máy bia, như nhà máy bia Albani của Đan Mạch, Karamalz của Đức tăng cường đồ uống bia mạch nha với việc giữ lại được nhóm Vitamin B trong sản phẩm của mình Nhà máy bia Albani tuyên bố trên trang web của họ là nhà máy bia đầu tiên tạo ra đồ uống mạch nha không cồn trong năm 1859. 